# Иван Иванов (футболист, р. 1942)
Вижте пояснителната страница за други личности с името Иван Иванов.
Иван Иванов (31 март 1942 г. – 28 май 2006 г.), по прякор Шопа, е български футболист, вратар. В кариерата си играе за Миньор (Перник) и Черно море (Варна). Общо в А група има 161 мача, в които е допуснал 165 гола.
Част от състава на България за световното първенство в Чили'62. Има 1 мач за националния отбор.

## Биография

### На клубно ниво
Родом от Перник, Иван Иванов започва кариерата си в местния Миньор. Дебютира в А група на 18-годишна възраст през сезон 1959/60. Изиграва първия си мач на 8 май 1960 г. при гостуване на Спартак (Пловдив) – регистрира „суха“ мрежа, като срещата завършва 0:0. До края на календарната 1961 г. изиграва общо 35 мача в А група.
В началото на 1962 г. Иванов влиза в казармата и докато отбива военната си служба играе за Черно море. След това се завръща в родния Миньор. По време на втория си престой в отбора записва 38 мача в Южната Б група – 23 през сезон 1963/64 и 15 през сезон 1964/65.
В началото на 1965 г. Иванов за втори път облича екипа на Черно море и остава при „моряците“ през следващите близо 7 години. През по-голямата част от състезателната си кариера се конкурира за титулярно място с друг изявен вратар на варненския клуб – Симеон Нинов. Изиграва общо 126 мача за Черно море в А група и слага край на кариерата си през 1971 г.

### Национален отбор
През 1962 г. Иванов е включен от селекционера Георги Пачеджиев като абсолютен дебютант в състава на България за Световното първенство в Чили. На мондиала е резерва на Георги Найденов и не записва игрови минути.
Изиграва само един мач за националния отбор. На 18 септември 1963 г. излиза като титуляр в приятелски двубой срещу Судан на националния стадион „Васил Левски“. На почивката е заменен от Михаил Карушков, а срещата завършва 1:1.

## Галерия
- Картата на Иванов от Чили'62